# A Shower of Slippers
A Shower of Slippers è un cortometraggio muto del 1913 diretto da Charles M. Seay.

## Trama
Al villaggio arriva un nuovo pastore. L'uomo, che non è sposato, invita gli abitanti a una festa a casa sua organizzata insieme alla sorella. Mary, una delle parrocchiane, nota un paio di pantofole vecchie ed usurate e decide di donarne al pastore un paio fatte da lei, Tutte le nubili del villaggio copiano la sua idea ma le nuove pantofole vengono usate dalla sorella del pastore per uno scambio con un venditore ambulante. Le uniche pantofole che il ministro userà, di conseguenza, sarà quello di Mary.

## Produzione
Il film fu prodotto dalla Edison Company.

## Distribuzione
Distribuito dalla General Film Company, il film - un cortometraggio in una bobina - uscì nelle sale cinematografiche degli Stati Uniti il 7 aprile 1913.